# Karl zu Solms-Laubach
Karl Heinrich Graf zu Solms-Laubach (* 22. März 1870 in Arnsburg; † 24. Februar 1945 in Kassel) war ein deutscher Verwaltungsbeamter.

## Leben
Karl zu Solms-Laubach stammt aus dem Adelsgeschlecht Solms-Laubach. Er war der jüngere Sohn des Standesherren Friedrich Graf zu Solms-Laubach (1833–1900) und dessen Ehefrau Marianne geborene Gräfin zu Stolberg-Wernigerode (1836–1910). Solms-Laubach, der evangelischer Konfession war, heiratete am 16. Oktober 1911 in Frankfurt am Main Rosa geborene Prinzessin zu Salm-Salm (1878–1963), die Tochter des Standesherren Alfred Ferdinand Stephan Maria Fürst zu Salm-Salm (1846–1923) und dessen Ehefrau Rosa Gräfin von Lützow (1850–1927).
Karl zu Solms-Laubach erhielt zunächst Privatunterricht und besuchte dann das Gymnasium Laubach, wo er Ostern 1890 das Abitur ablegte. Dann studierte er Rechts- und Staatswissenschaften an den Universitäten Lausanne, Leipzig und Freiburg und legte 1894 das erste juristische Staatsexamen am Oberlandesgericht Celle ab.  1894/1895 diente er als Einjährig-Freiwilliger im Leib-Garde-Husarenregiment. 1905 wurde er dort Oberleutnant. Danach war er Gerichtsreferendar am Amtsgericht Boppard und Landgericht Koblenz. Ab Dezember 1896 war er als Regierungsreferendar bei der Regierung Magdeburg. Am 19. Mai 1900 bestand er die Große Staatsprüfung.
Danach arbeitete er beim Landratsamt Kreis Hirschberg und Landratsamt Kreis Hannover Land. Ab November 1902 war er für zwei Jahre Hilfsarbeiter auf Helgoland und danach ein Jahr beurlaubt. Im März 1906 wurde er zur Regierung Kassel versetzt. Am 25. August 1907 wurde er vorläufig kommissarischer Landrat und am 15. Dezember 1908 definitiv Landrat im Landkreis Lüchow.
Im Ersten Weltkrieg diente er 1914 bis 1918 als Offizier und wurde kriegsverletzt.
Am 12. Februar 1919 wurde er kommissarisch, am 5. September 1919 definitiv Landrat im Landkreis Hofgeismar. Zum 6. Februar 1924 erhielt er die Ernennung zum Regierungsrat und wurde zur Regierung Wiesbaden versetzt. Am 4. Juni 1924 wechselte er in die Regierung Kassel, wo er am 1. August 1928 in den Ruhestand versetzt wurde.
1905–1906 war er als geschäftsführender Vormund Vertreter seines minderjährigen Neffen Georg Friedrich Graf zu Solms-Laubach Mitglied in der Ersten Kammer der Landstände des Großherzogtums Hessen.